# 산성면
산성면(山城面)은 대한민국 대구광역시 군위군 중부의 면으로, 면 소재지는 화본리다. 넓이는 36.77km2이고, 인구는 2017년 기준으로 1,432명이다. 부계면, 우보면, 의흥면, 영천시 신녕면과 마주보고 있다. 군위군 유일의 여객열차 정차역인 화본역이 있었으나, 중앙선이 의흥면으로 이설되어 군위역에 기능을 넘긴 후 폐역됐다.
면 소재지인 화본리에 있는 화본마을이 안전행정부가 주관하는 '우리마을 향토자원 Best 30선'에 선정됐다.

## 연혁
- 조선 고종 32년(1895년) : 의흥군(義興郡) 부동면(缶東面), 신남면(新南面)에 속했다.
- 조선 고종 33년(1896년) : 경상북도 의흥군(義興郡) 11개 동리를 관할했다.
- 1914년 : 의흥군이 군위군(軍威郡)에 편입되면서 산성면으로 9개동을 관할했다.
- 1983년 12월 15일 : 행정구역 개편으로 원산리, 금양리가 의흥면에 편입됨.
- 1988년 1월 1일 : 행정구역 조정으로 화전리가 화전1,2리로 분동되었다.
- 2023년 7월 1일: 경상북도에서 대구광역시로 편입됨.

## 행정 구역
- 백학리(白鶴里)
- 삼산리(三山里)
- 봉림리(鳳林里)
- 무암리(武岩里)
- 운산리(雲山里)
- 화본리(花本里): 행정복지센터 소재지.
- 화전리(花田里)

## 명소

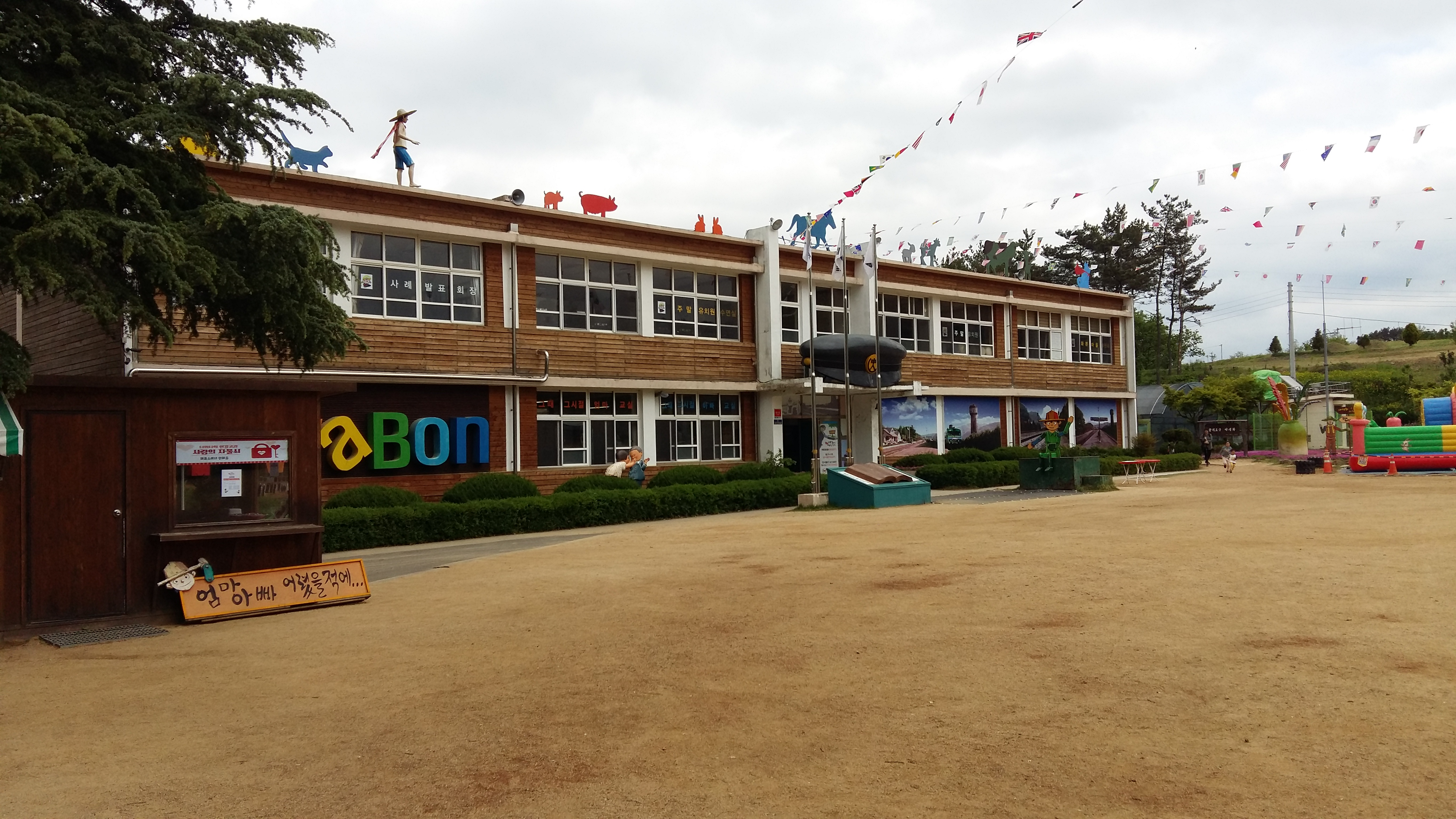
엄마 아빠 어렸을 적에

- 화본마을, 화본역: 면 소재지인 화본리에 있는 마을로, 1박 2일 등의 프로그램에 소개된 화본역이 있다. 2001년에 마을에 벽화를 그렸고, 폐교된 옛 산성중학교를 개조해 ‘엄마 아빠 어렸을 적에’라는 체험 박물관을 만들었다. 화본역은 간이역으로 1936년에 완공됐으며, 1938년에 개업하여 중앙선 철로의 의흥면 이설로 2024년 12월에 폐역될 때까지 영업했다. 화본역에는 증기기관차에 물을 공급하는 급수탑이 있고, 역사 한켠에는 객차를 정비해 만든 레일카페가 있다.[2]

## 교육
- 산성초등학교 (폐교) - 산성면 화본1길 5 (화본리)
- 산성중학교 (폐교) - 산성면 산성가음로 722 (화본리)